# Газеев, Рашит Хамисович
Рашит Хамисович Газеев (тат. Рәшит Хәмис улы Газиев; 10 февраля 1954, Казань, Татарская АССР, РСФСР, СССР — 22 декабря 2021, Казань, Республика Татарстан, Российская Федерация) — советский и российский художник, живописец, сценограф. Главный художник Татарского государственного академического театра имени Г. Камала (1985—1988). Народный художник Республики Татарстан (2009), заслуженный деятель искусств Республики Татарстан (2001).
С детства занимался искусством. В 1970 году окончил Казанское художественное училище, а в 1980 году — Ленинградский государственный институт театра, музыки и кинематографии, где специализировался на сценографии. Сотрудничал с Марийским государственном театре имени М. Шкетана (Йошкар-Ола), Русским драматическим театром (Чебоксары), Нижегородским государственным академическим театром драмы имени М. Горького (Нижний Новгород), Альметьевским татарским государственным драматическим театром (Альметьевск), Атнинским татарским государственным драматическим театром (Атня). В 1985—1988 годах был главным художником Татарский государственный академический театр имени Г. Камала, где работал до 2008 года, поставив более сорока спектаклей. В числе наиболее значительных постановок — «Алмазбулат» Ю. Сафиуллина (1981), «Бесприданница» А. Н. Островского (1983), «Как звёзды в небе» по М. Горькому (1984), «Мы уходим, вы остаётесь» Т. Миннуллина (1986), «Три аршина земли» А. Гилязова (1987). Особо критикой отмечен спектакль «Голубая шаль» К. Тинчурина (1986), в котором Газеев достиг новаторской для татарского театра трактовки национального художественного наследия. С 1992 года занимался живописью, стал мастером городского пейзажа, получив признание своими живописными видами Казани. Скончался в 2021 году в возрасте 67 лет.

## Биография
Рашит Хамисович Газеев родился 10 февраля 1954 года в Казани. В детстве занимался в художественной школе № 2 у Г. А. Никитиной, преподававшей живопись, рисунок и композицию.
В 1970 году поступил на театрально-декорационное отделение Казанского художественного училища, которое окончил в 1974 году по специальности художника-декоратора. Учился у А. С. Иванцева, А. И. Тумашева и Т. А. Зуевой, каждый день занимался на пленэре, работал постоянно и с трудолюбием. В 1975 году с целью продолжить получение образования уехал в Ленинград и поступил на художественно-постановочный факультет Ленинградского государственного института театра, музыки и кинематографии. Занимался в мастерской Д. В. Афанасьева, окончив институт в 1980 году со специальностью «художник-постановщик/сценограф».
В дальнейшем Газеев работал художником в Марийском государственном театре имени М. Шкетана в Йошкар-Оле, им были оформлены такие спектакли, как «Оласе койдарчык» («Провинциальные анекдоты» А. В. Вампилова, реж. В. А. Пектеев), «Чоя Скапен» («Плутни Скапена» Ж.-Б. Мольера, реж. Р. Ш. Хакишев). Помимо этого оформил постановки Чебоксарского русского драматического театра («Пойти и не вернуться» В. В. Быкова), Нижегородского государственного академического театра драмы имени М. Горького («Дядя Ваня» А. П. Чехова), Альметьевского татарского государственного драматического театра («Алмазбулат» Ю. Сафиуллина, «Барабанчы кыз» («Барабанщица») А. Д. Салынского), Атнинского татарского государственного драматического театра («Һәйкәл» («Статуя») А. Ф. Баяна), а также в Казанском театральном училище («На дне» М. Горького). В 1981 году устроился в Татарский государственный академический театр имени Г. Камала, где в 1985—1988 годах был главным художником. За время работы в камаловском театре стал автором декораций и костюмов многих театральных постановок.
В числе работ Газеева оформление таких спектаклей, как «Асылъяр» («Возлюбленная» М. Файзи, 1981, реж. Р. Батулла), «Алмазбулат» Ю. Сафиуллина (1981, реж. Д. Сиразиев), «Ике фикер» («Две мысли» Г. Кулахметова, 1982, реж. П. Исанбет), «Авылдашлар, акча кирәк» («Деньги для Марии» В. Г. Распутина, 1982, реж. Р. Хазиахметов), «Монда тудык, монда үстек» («Здесь родились, здесь возмужали» Т. Миннуллина, 1982, реж. М. Салимжанов),  «Зифа» Н. Исанбета (1983, реж. М. Салимжанов), «Бирнәсез кыз» («Бесприданница» А. Н. Островского, 1983, реж. М. Салимжанов), «Туй алдыннан» («Перед свадьбой» Х. Вахита, 1983, реж. П. Исанбет), «Зөлфия» («Зульфия» К. Амирова, 1983, реж. Р. Хазиахметов), «Әниләр һәм бәбиләр» («Колыбельная» Т. Миннуллина, 1983, реж. М. Салимжанов), «Һаваларда йолдыз» («Как звёзды в небе» по М. Горькому, 1984, реж. М. Салимжанов), «Миңлекамал» («Минникамал» М. Амира, 1984, реж. М. Салимжанов), «Мәхәббәт маҗаралары» («Причуды Белисы» Л. де Вега, 1984, реж. Ф. Бикчантаев), «Портфельле кияү» («Жених с портфелем» Н. Исанбета, 1985, реж. М. Салимжанов), «Яшь йорәкләр» («Молодые сердца» Ф. Бурнаша, 1985, реж. П. Исанбет), «Булмас димә — дөнья бу» («Провинциальные анекдоты» А. В. Вампилова, 1985, реж. М. Салимжанов, П. Исанбет), «Без китәбез, сез каласыз» («Мы уходим, вы остаётесь» Т. Миннуллина, 1986, реж. М. Салимжанов), «Гаеплеләр» («Виноватые» А. Н. Арбузова, 1986, реж. П. Исанбет), «Зәңгәр шәл» («Голубая шаль» К. Тинчурина, 1986, реж. М. Салимжанов), «Өч аршын җир» («Три аршина земли» А. Гилязова, 1987, реж. М. Салимжанов), «Вөждан газабы» («Муки совести» Т. Миннулина, 1987, реж. М. Салимжанов), «Авыл әте Акбай» («Деревенский пёс Акбай» Т. Миннулина, 1989, реж. И. Хайруллин), «Галиябану» М. Файзи (1991, реж. П. Исанбет), «Әбиләргә ни җитми» («Выходили бабки замуж» Ф. Булякова, 1991, реж. П. Исанбет), «Жан Баевич» Г. Исхаки (1995, реж. П. Исанбет), «Шәҗәрә» («Родословная» Т. Миннуллина, 1998, реж. Ф. Бикчантаев), «Әни килә» («Приехала мама» Ш. Хусаинова, 1999, реж. М. Салимжанов), «Урланган мәхәббәт» («Украденное счастье» И. Я. Франко, 2001, реж. И. Хайруллин).  Последней работой стал спектакль «Бәби» («Дитя» И. Зайниева, 2008, реж. Ф. Бикчантаев), в том же году Газеев ушёл из театра.

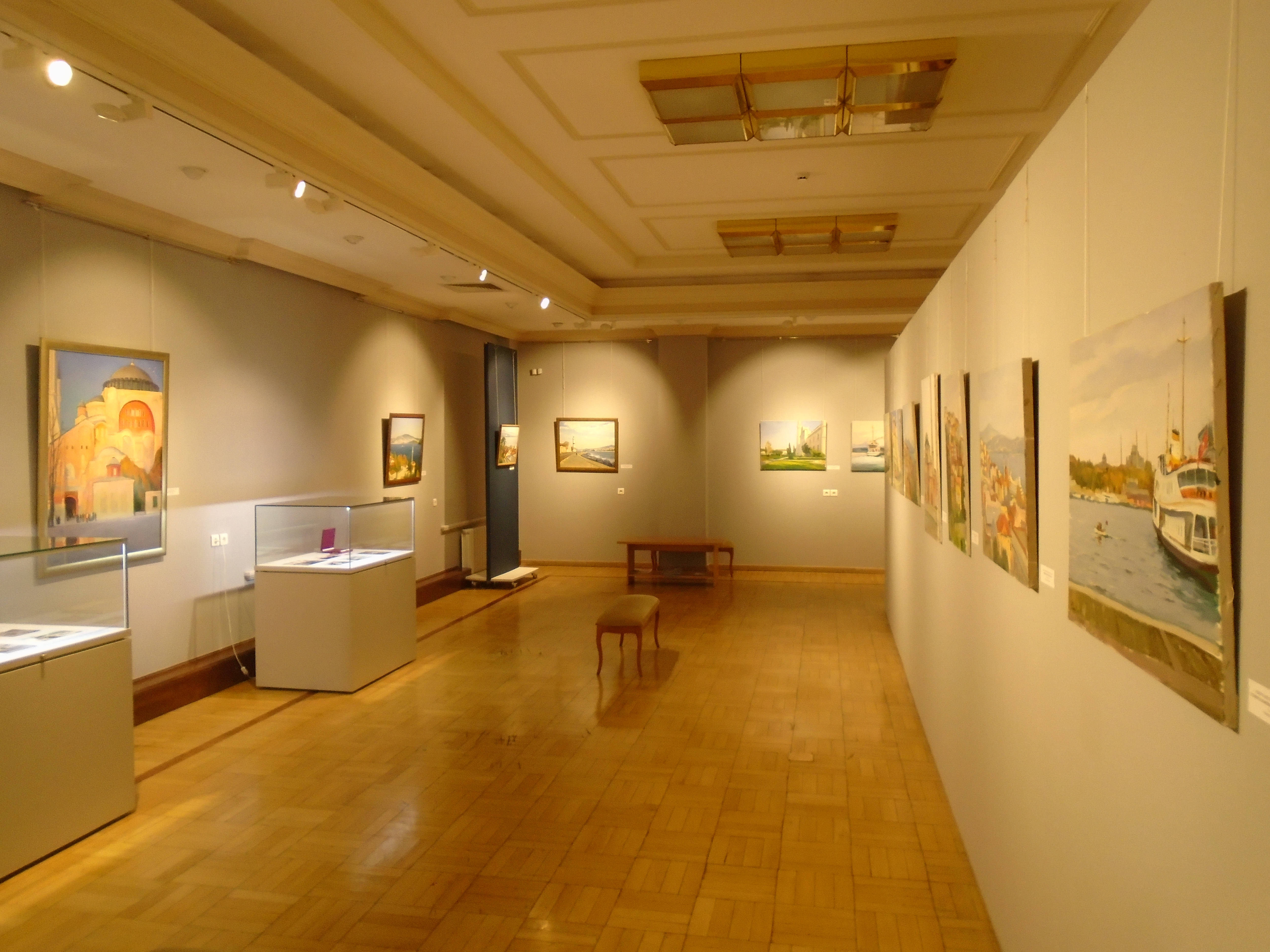
Персональная выставка Газеева

Член Союза художников СССР (с 1991 года), России, Татарстана, где также был членом правления. С 1992 года сосредоточился на живописи. В 2001 году стал заслуженным деятелем искусств Республики Татарстан, а в 2008 году удостоен звания народного художника Республики Татарстан. Неоднократно участвовал во всесоюзных, всероссийских, зональных и республиканских выставках. Принимал участие в пленэрах, в том числе в Турции, результатом чего стала выставка «Этюды Стамбульской осени» (2006), проведённая совместно с Г. Л. Эйдиновым. Работы находятся в музее Татарского государственного академического театра имени Г. Камала, собраниях Государственного музея изобразительных искусств Республики Татарстан, музея имени А. М. Горького и Ф. И. Шаляпина, а также в частных собраниях в России, США, Великобритании, Швеции, Венгрии, Австрии.
Рашит Хамисович Газеев скончался 22 декабря 2021 года в Казани в возрасте 67 лет. Свои соболезнования выразил коллектив театра имени Камала, похоронен был Газеев на казанском мусульманском кладбище. Спустя три месяца после кончины художника в Национальной художественной галерее «Хазинэ» прошла первая его персональная выставка, оказавшаяся посмертной.

## Очерк творчества

### Сценография

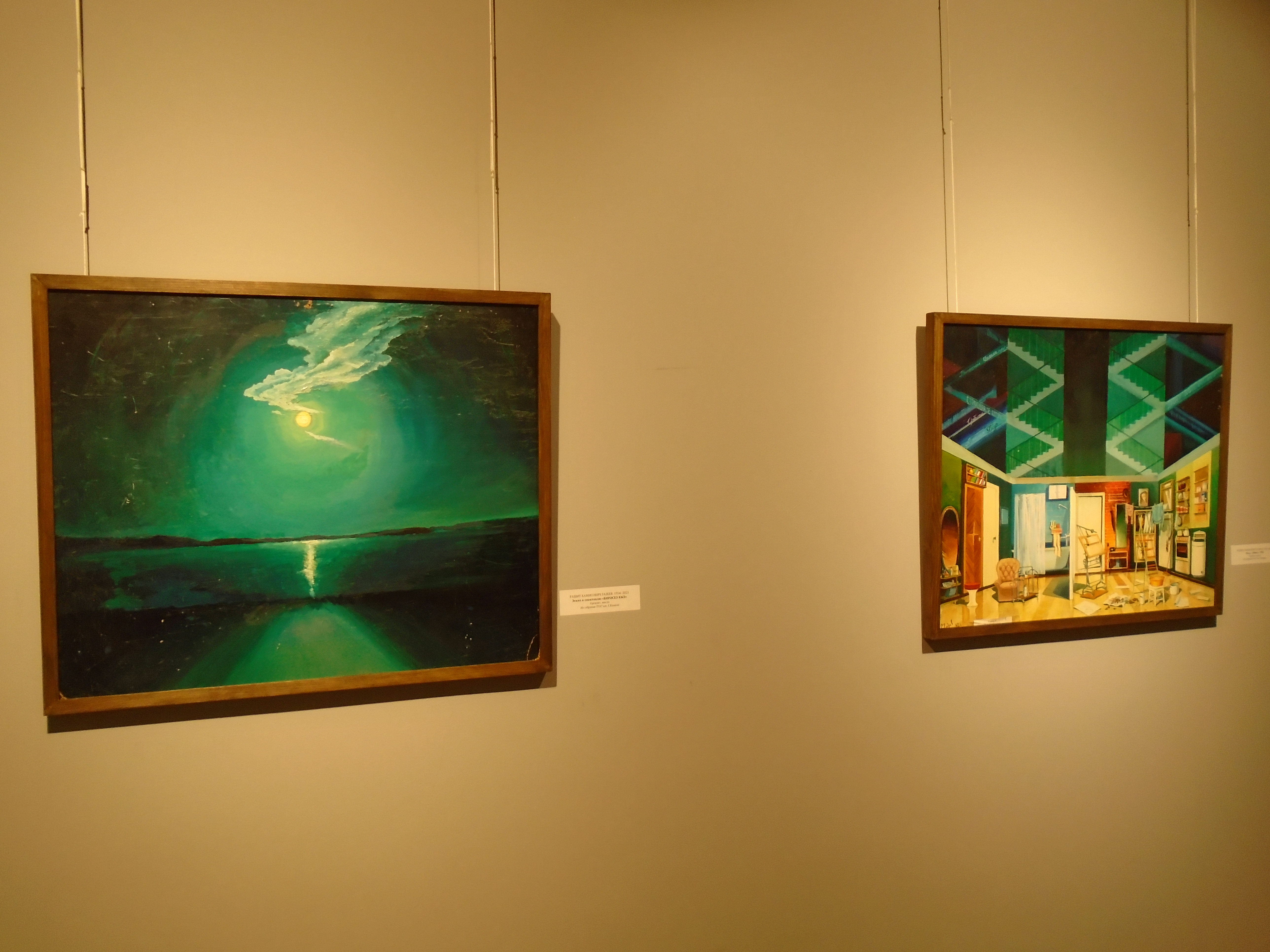
Эскизы Газеева к спектаклям

С именем Газеева, пришедшего в сценографию в начале 1980-х годов, связан поиск новых форм и методов оформления спектаклей. Уже в первых постановках показал себя зрелым художником, обладающим яркой индивидуальностью. Реалистические решения художника наполнены условно-метафорическими элементами, активно используется стилизация мотивов татарской национальной культуры и создание образов в духе эстетики постмодернизма, заметно влияние пластического авангарда. Сценография Газеева отличается сложной орнаментальной ритмикой и экспрессией цвета, изысканно-тонкой световой палитрой, пространственной средой, непрерывно меняющейся в ходе спектакля, а также точной визуальной и пространственной формой, раскрывающем суть произведения и его идейное содержание. Вместе с тем, его эскизам и макетам присуща простота, неброскость, скромность используемых средств и отсутствие внешней эффектности, в чём критикой видится привлекательность и серьёзность решений по разработке образных примет места и времени действия спектакля. В общей сложности Газеев оформил более сорока спектаклей, однако эскизы к ряду постановок не сохранились. В литературе отмечается, что его творчество, как и большинства других сценографов татарских театров, практически не исследовано специалистами в области искусствоведения.
Серьезным этапом в творческой биографии Газеева стал спектакль «Алмазбулат» (1981), в котором впервые на татарской сцене предпринята была попытка создания «театра художника». Наряду с актерами, изобразительно—пластическое решение постановки участвовало в организации сценического действия, создав многозначный полифонический образ. Газеев сумел погрузить зрителя в историческое время, а сочетание сценографии с пластическим и музыкальным оформлением наполнило спектакль современной реальностью. Творческим успехом ознаменовался спектакль «Бесприданница» (1983), несмотря на то, что он был основан на переводной драматургии и замысел такой постановки в татарском театре скептически воспринимался искушённой публикой. Немалую роль в этом сыграла работа Газеева, спаянная режиссёром в единую художественную целостность вместе с актёрской игрой и музыкальным оформлением композитора Ф. Абубакирова — всё было продумано до мелочей в каждой детали. Вместо ожидаемых видов Волги, художник выстроил на сцене торговые ряды, бывшие во многих русских городах и олицетворяющие тот всеобщий торг, которым является жизнь у Островского с купцами и «вещами», подкреплённая яркими характерами актёров. Здесь критикам видятся привозные площади Плёса или Кинешмы, однако сам художник скорее всего вдохновлялся казанской улицей Островского. Газиев лишь слегка обозначил интерьеры, разукрасив радужными цветами железные крыши над каменными колоннадами фасадов, а всё сценическое действие сосредоточил на слегка покатом дощатом настиле. Купцы чаёвничают, равнодушно глядя в зрительный зал, на месте которого предполагается Волга, они окружены бесконечными лавками, нависающими над улицами и интерьерами, символизирующими бесконечный заколдованный круг, из которого будто невозможно вырваться. В конце концов все эти декорации неожиданно рушатся и с крутого берега открывается вид на бескрайнюю степь и волжский простор, с их сине-зелёным вечным покоем, который готов принять идущую к гибели «бесприданницу» Ларису.

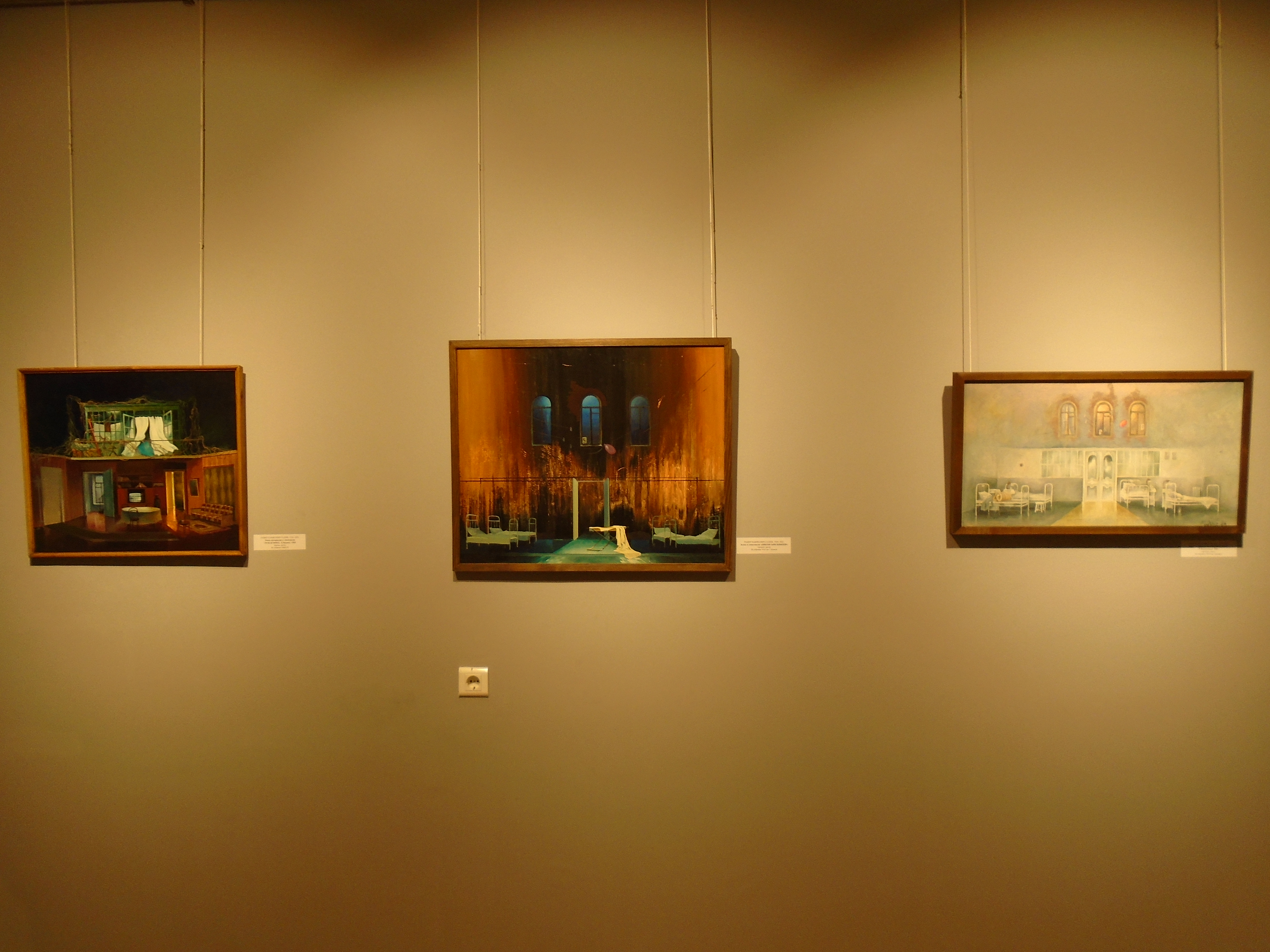
Некоторые сценографические работы Газеева

Спектакль «Колыбельная» (1983) разыгрывается лишь в палате родильного дома, где одна девушка отказывается от ребёнка, а другая умоляет отдать «ничейное» дитя ей, мучающейся от бесплодия. Вместо фантастической идиллии режиссёр и актёры рассказали о суровой правде жизни, наделив психологически точные образы своих женщин-героинь различными характерами и жизненным опытом. В свою очередь, в этой тонкой по настроению работе Газеев достиг полной иллюзии больничного пространства, открывающегося зрителю, к которому, как к окну в мир, подходят молодые мамы и ищут своих близких. Задник, находящийся в глубине за палатой, выполнен в виде панно в чёрно-белых разводах, символизируя вечность и нетленность доброго мира. У границы же рампы была расположена ординаторская, из которой врачи не столько осуждают отрёкшуюся от материнства женщину, сколько призывают зрителя помнить о родительском чувстве и гражданском долге, о матери как неиссякаемом источнике добра в этом мире. Постановка под названием «Как звёзды в небе» (1984), основанная на повести «Мои университеты» и рассказах М. Горького о казанском периоде своей жизни, по-новому представила его творчество татарскому зрителю. Средствами сценографического, режиссёрского и актёрского искусства было создано художественно-целостное произведение об атмосфере гнетущей и тяжёлой «расейской действительности», интересной по остроумному «конфликту» мотивов реальности и сценографических фантазий. Газеев спланировал тесный, замкнутый двор с ветхими расшатанными лестницами и уходящими ввысь закопчёнными стенами, создав ощущение колодца, в котором в своей безысходности копошится пьяная босяцкая голытьба. Спектакль состоял из массовых сцен с эпизодическими вкраплениями отдельных актёрских ролей — лишь единственным основным персонажем выступал Максим (И. Ахметзянов, И. Хайруллин), получающий в этой люмпенской среде «университетское» знание жизни.
Действие спектакля «Мы уходим, вы остаётесь» (1986) сосредоточено на одном малоизвестном эпизоде жизни Г. Тукая, когда он несколько дней летом 1909 года гостил в Симбирске по приглашению богатейших фабрикантов Акчуриных, хотевших приручить, перетянуть уже известного поэта на свою сторону. Из-за вульгаризированного классового подхода и социального заказа, продиктованного со стороны «вышестоящими организациями», поэт ведёт себя странно и неестественно, он груб и заносчив с радушными хозяевами усадьбы, не поддаваясь на посылы сильных мира сего, но учтиво и уважительно разговаривает с простыми людьми, рабочими, учителями. Хоть постановка и не стала новаторской в решении образа Тукая, актёрское исполнение и сценография были похвально оценены критикой. Так, Газеев выстроил на сцене эклектичную архитектуру во вкусе татарских баев начала XX века — гостиная с колоннами и камином, терраса, обставленная плетёной мебелью. Спектакль продемонстрировал психологически точную, жизнеподобную, довольно нервную атмосферу барского дома, где за внешней благостностью скрывается неуверенность в достижении своих целей. Спектакль «Три аршина земли» (1987), попытка поставить который уже предпринималась ранее, но была снята по распоряжению из обкома партии, стал одним из лучших и ярких в театре Камала, его «визитной карточкой». Благодаря смене общественной обстановки, актуальности темы, гражданской позиции авторов, сценографической работе Газеева до зрителя была донесена мысль о ценности родной земли, за которую боролся главный герой во время коллективизации, выступив против агрессивно-послушного деревенского большинства. Художник увлечённо использовал возможности новой сцены камаловского театра, выстроив на всех трёх её сторонах глубокий полусферный задник. Декорации менялись легко, зритель переносился из деревенской избы в городскую квартиру, из 1930-х годов — в 50-е, однако задний план оставался неизменным. Уходящая вдаль от сцены дорога, поля, луга и реки, с высоким небом над ними — этот довольно условный пейзаж вечен, он надо всем, это символ земли, которой человек принадлежит от рождения, чувствует с ней нерасторжимую связь. Что бы ни происходило на сцене, будь то любовное свидание, семейная сцена или похороны, всё это соотносилось с землёй предков, обретая высокий бытийный смысл.
Наибольшим достижением Газеева является работа над спектаклем «Голубая шаль» (1986), срежиссированным М. Салимжановым после предыдущей постановки 1970 года в камаловском театре. Обладая природным даром и будучи ещё молодым художником, ему удалось осмыслить всю содержательную глубину и многослойность произведения К. Тинчурина, выделив в нём национально-фольклорный характер. Переработка спектакля носила постановочный характер, он приобрёл черты условно-метафорического театра чему способствовала сценографические решения Газеева, который нашёл вдохновение в татарском народном творчестве, в искусстве шамаиля, вышивки, деревенского зодчества. С точки зрения композиции пространство сцены было выстроено плоскостно, без углубления в пространство, без лишней трёхмерности, присущей прежним постановкам. Пейзаж с изображением пшеницы, поля, деревьев, передан в обратной в перспективе и отличается символизмом. Следуя приёму народных мастеров, Газеев прибёг к разномасштабности, плоскому письму, берущему истоки в шамаиле, вышивке или аппликации подобно какой-нибудь лубочной картинке. Точно так же как в шамаилях, где подкладываемая под стекло фольга даёт эффект свечения, занавес под воздействием света переливается многочисленными серебристыми и золотистыми отблесками, приобретя завораживающую лучезарность. Свет вообще занимает важное место в шамаиле, так и в книжной культуре исламского мира, символизируя, например, в суфизме, «средоточие божественной энергии и служит признаком последней стадии достижения царства абсолютного единства». В такой же мерцающей гамме были решены костюмы персонажей, созданные С. Скомороховым.

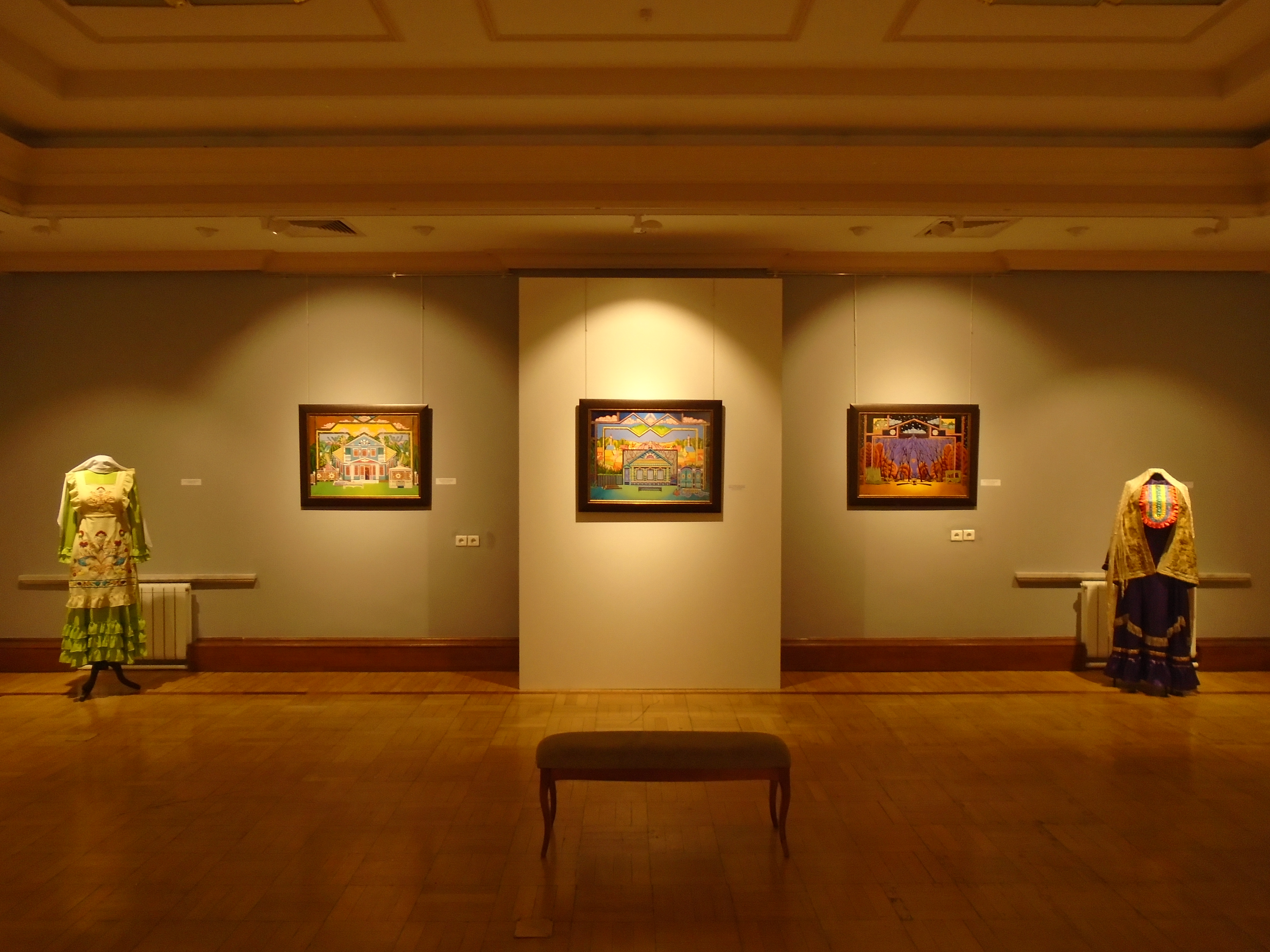
Эскизы и костюмы к спектаклю «Голубая шаль»

В пластическом решении художник впервые в истории использовал суперзанавес в виде огромной шали, отсылающей к названию спектакля, тем самым ёмко выразив основную мысль произведения. Вышитая шаль треугольного вида спускается острым концом до пола, осмысливая структуру всего пространства. Цвет шали визуально выступает в качестве этнопсихологического кода, отсылающего к эстетическому мироощущению тюрков — тут и голубое небо Тенгри, почитаемое предками тюркских народов, и сакральный цвет восходящего солнца, цвет Востока в целом. Как указывала Р. Р. Султанова, голубой цвет у Газеева символически приобретает значение идеала, зовущего за собой других в голубые высоты и дали, являясь выражением свободы духа. Центром композиции является изображение пары белых голубей с веточкой, часто встречающихся на шамаилях и в вышивке. Птицы, выражающие в тюркской поэтике душу человека, здесь являются символом любви. Цветовое решение спектакля, как и его романтическая линия, по ходу действия трансформируется, приобретает различные оттенки вслед за эволюцией музыкальных образов. Жанровый и лирический колорит в первых картине сменяется лирико-эпическим и героическим в заключительных сценах. Радужные краски в сцене беглецов сменяются более напряженным контрастом розового и фиолетового, который в финале сдвигается в сторону ещё большего эмоционального контраста — зеленый дом ишана пылает в красном огне как ощущение предстоящей революции.
Композиционные конструкции имеют внешнее сходство с традиционной полихромной татарской архитектурой, обозначены богатым орнаментом и акцентами ярких цветов, но при этом также переданы плоскостно. От сцены к сцене происходит бесконечный переход из трехмерного пространства в двухмерное и обратно, учитывая, что именно двухмерность пластического восприятия соответствует пространственному мышлению в исламском мире. Прямо перенеся на сцену национальные архитектурные и художественные мотивы, Газеев дал им собственную интерпретацию, в результате чего такие сценографические формы не кажутся скучными или неживыми. Проникновенный лиризм художественного решения данной постановки «Голубой шали», выраженный в теме красоты природы, её одухотворенности и поэтичности, показан ярко, с опорой на достижения татарского декоративно-прикладного искусства. Как указывалось в критике, на протяжении всего спектакля зрителя не покидает ощущение сказочности и приподнятой театральности благодаря одарённости художника, нашедшего новый живописный сценический метод. На волне формирования новаторских тенденций в изобразительном искусстве Татарстана, Газеев первым в 1980-х годах в татарском театре попытался осмыслить национальное художественное наследие, дать ему свою трактовку и выявить закономерности, берущие начало в народном творчестве, в результате чего обратил спектакль в сторону нового зрителя. В 2000 году Салимжанов вернулся к «Голубой шали», создав новую редакцию спектакля, в которой по сути не поменял постановочные решения Газеева, но переосмыслил центральные образы и пластику ролей.

### Живопись
Театр составлял большую часть творчества Газеева, но, будучи театральным художником, он часто занимался живописью и в дальнейшем сфокусировал на неё всё своё внимание. Своим основным жанром считал пейзаж, писал также натюрморты, тогда как портрет полагал для себя не интересным в творческом плане в силу того, что «люди не любят позировать, им скучно подолгу сидеть на одном месте», а «вместо этого они предпочитают давать художнику фотографию». Газееву чужда рассудочность, его творчество импульсивно, отличительной особенность натурных работ является живописная форма без строгой законченности, свободная манера письма, раскрепощённые мазки. Его пейзажи привлекают внимание зрителя не броскостью или повышенной экспрессией, а сокровенным поэтическим переживанием мира, интимностью. Доминирующим композиционным приёмом у художника является горизонталь, которая повторяется в других горизонталях, сочетается с вертикалями, либо же дробится диагоналями или круглящимся контуром. Дисгармоничность ритмов диктуется самой природой мотивов, любимых художником — разнохарактерной и разновременной несуразицей характерной стихийной городской застройки. 

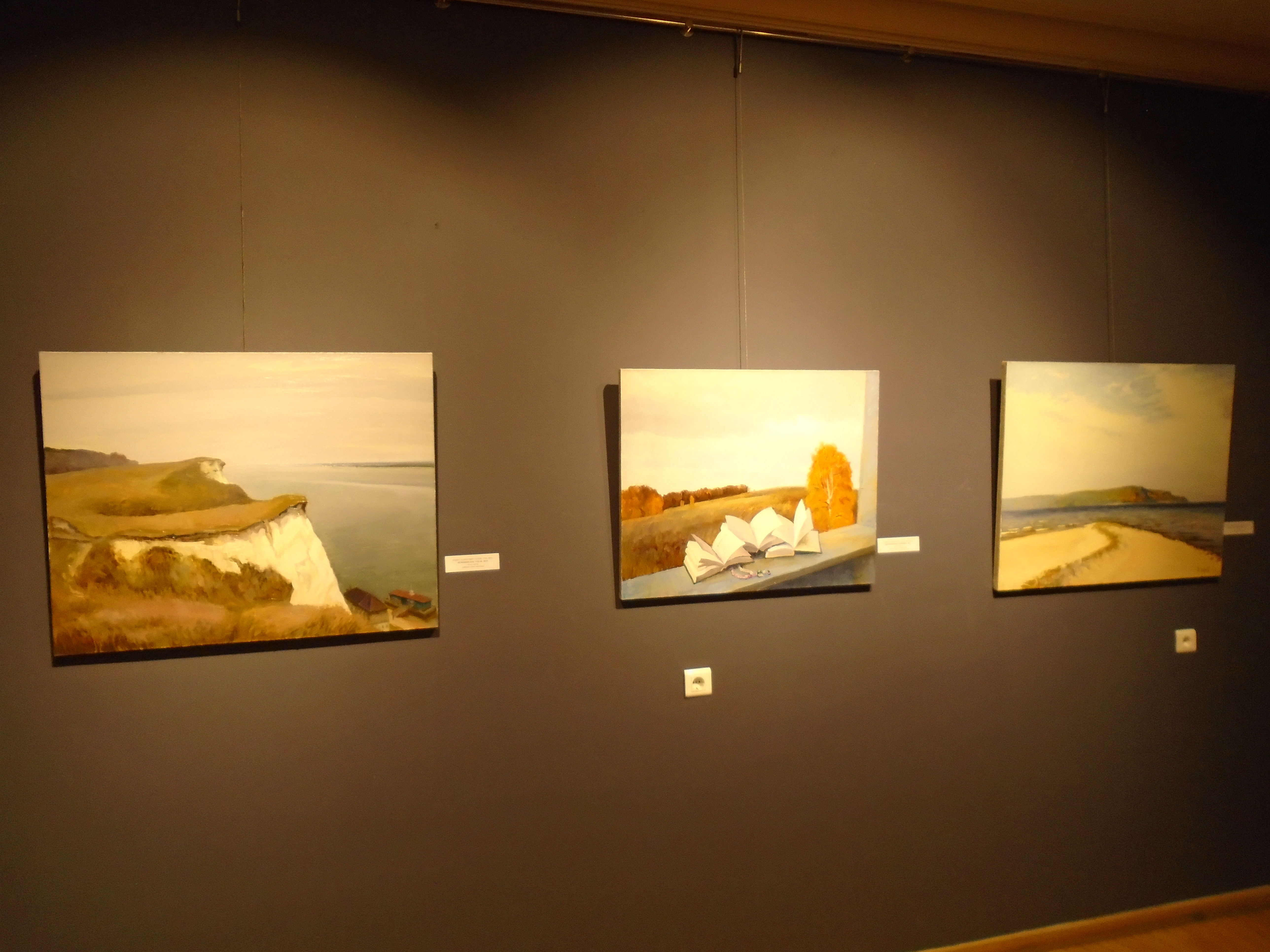
Некоторые пейзажные работы Газеева

Живопись Газеева отличается сдержанностью, лёгкостью и насыщенностью, он клал густые и многослойные краски, которые изменяются в зависимости от характера и освещённости холста. Эмоциональный строй произведения находит воплощение в колористическом решении, выражающем состояние автора. Цвет характеризуется цельностью, не распадается на отдельные зоны, формируя общую цветовую гамму. Палитра отличается простотой — белый, серый, синий, бирюзовый, всегда присутствует голубой цвет. Сам художник считал, что нужный цвет можно взять только на пленэре, достигая нужной степени накала и сгущённости лишь в этой огромной природной «мастерской». По словам Газеева, «чтобы понять природу, нужно наблюдать её», и, работая непосредственно на природе, художник пытался «поймать свет на кончик кисти», в связи с чем такие работы, выполненные «для себя», напоминают критикам путевые этюды В. Д. Поленова. Натурная составляющая органично слита с субъективно-лирическим восприятием, ввиду чего любая работа Газеева является результатом эмоционального обобщения, желания запечатлеть протяжённую по времени суть явления. Стремясь продемонстрировать на холсте мгновенные и преходящие состояния воздуха и освещения, художник находил новые возможности звучания цвета, запечатлевал одни и те же мотивы в различное время дня и года, создавая абсолютно разные по колориту и настроению произведения. Зимой в снегу, весной в тумане, летом под дождём — всюду заметна напряжённая мыслительная работа Газеева, духовное и чувственное переживание, отражающее жизнеощущение автора.
Много работ Газеев посвятил обжитому и уютному пространству старой Казани, в них художник предстаёт как поэт города, «уходящей натуры», наполненной отнюдь не ностальгией по ветшающим зданиям. Казань у Газеева не является нарядной декорацией для радостей бытия, а предстаёт реальной средой обитания, благоустроенной и запущенной, в своём нынешнем особом состоянии, не выпячивая броские приметы города, но и не избегая современности. По оценкам критики, лирической одухотворённостью особо отличаются такие работы, как «Горбатый мостик» (1994), «Площадь „Кольцо“» (1995—1996), «Площадь. Туман» (1996), «Вечер в старом городе. Улица Федосеевская» (1996), «Розовый вечер» (1996), «Весенние сумерки» (1996), «Улица Кремлёвская (Ленина)» (1996), «Облако» (1997), «Ночью выпал снег» (1997), «Город в снегу» (1998), «Строительство соборной мечети Кул-Шариф в Казанском кремле» (2000), «Книга книг» (2000), «Мечеть Марджани» (2002), «Казанский кремль» (2002), «Набережная Волги» (2002), «За старую Казань!» (2002—2003). Старая Казань является своего рода «духовной окраиной» художника, видение города преломляется посредством памяти и впечатлений автора, создавая ощущение застенчивой исповедальности. Вечно обновляющаяся жизнь у Газеева находится в постоянном движении и динамической незавершённости, не позволяет выделиться чётким формам и контурам, тогда как многообразие форм живой природы даёт художнику право фантазии и импровизации, а человеческие фигуры или архитектурные строения растворяются в среде и утрачивают конкретность.

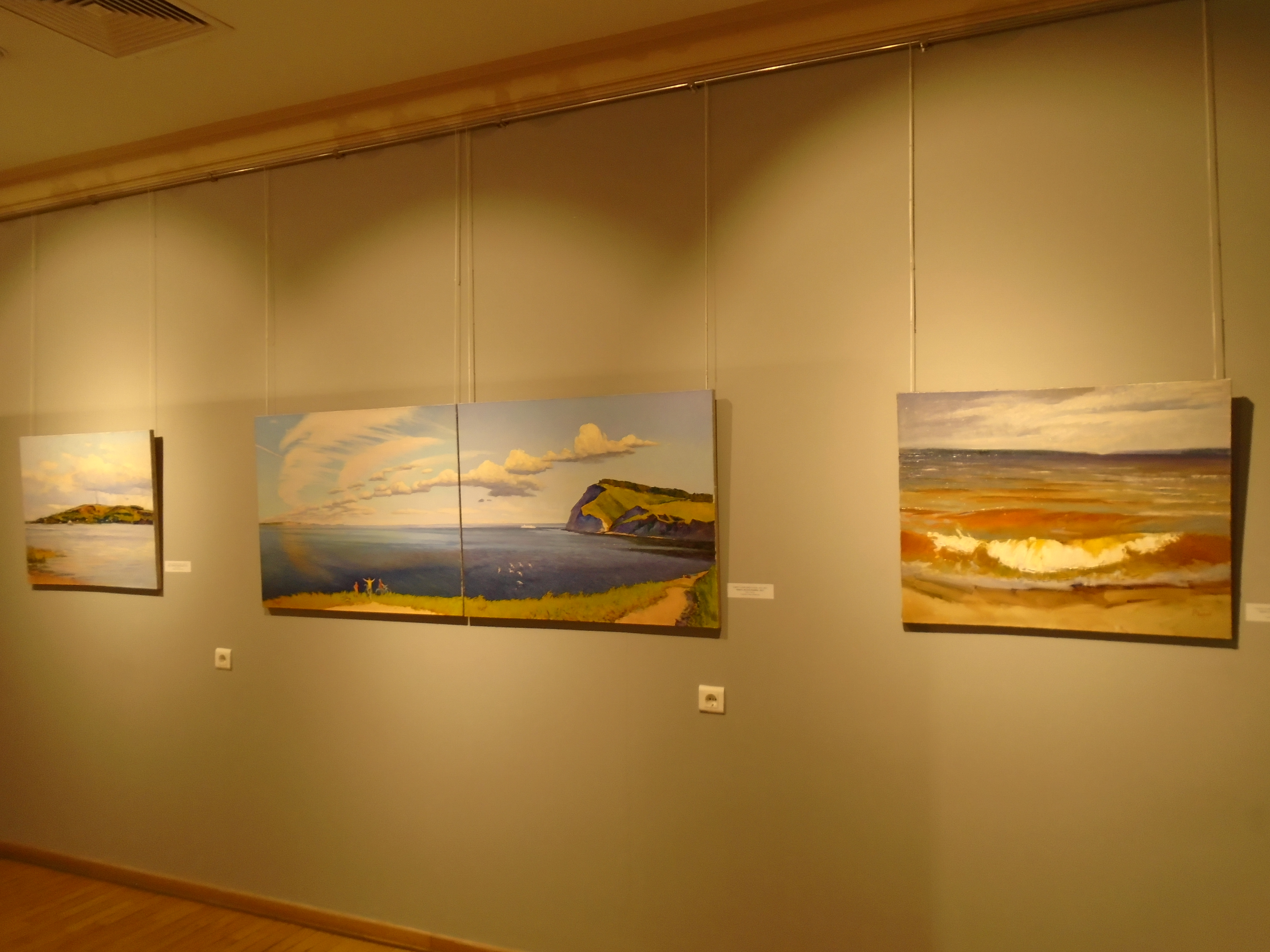
Пейзажи Газеева

Начиная работу над картиной, Газеев точно фиксирует архитектуру и состояние природы, но затем значительно трансформирует их. В любом его пейзаже узнаётся конкретное место, определённый двор уголка старой Казани, однако главным достоинством работ является не топографическая, а эмоциональная точность, то настроение, которое Газеев пробуждает у зрителя. Художника интересуют не какие-то события и явления, но единство своего душевного мира с настроением природы, в результате чего старинные дома, мечети, кривые улочки, деревья и отбрасываемые ими тени словно одушевляются и наделяются собственной биографией. В характерных жанровых пейзажах Газеева прослеживается событийно-сюжетное действие, постепенно развёрстывающееся в глубину пространство, которое уводит зрителя в перспективу за линию горизонта, как бы намекая на уход старого. Такие картины, как «Площадь „Кольцо“», наполнены признаками шумного дня большого города, мелькающими и яркими фигурами людей. Быстрые линии, свободные мазки, сочные цвета передают горячее движение транспорта и толпы на улице, усиливая усиления динамичность жизни. В других работах, напротив, запечатлены умиротворённость и покой в изображении архитектурных памятников («Мечеть Марджани», «Казанский кремль»), пустеющий к ночи город с тонким ощущением вечерней прохлады («Весенние сумерки»), неподвижность и тишина пустого переулка («Ночью выпал снег»), торжественно-величественный и романтически приподнятый образ городской осени («Горбатый мостик»), или же тревожное состояние природы, беззащитность города под свинцовым небом, беспокойство автора за судьбу Земли («Облако»).

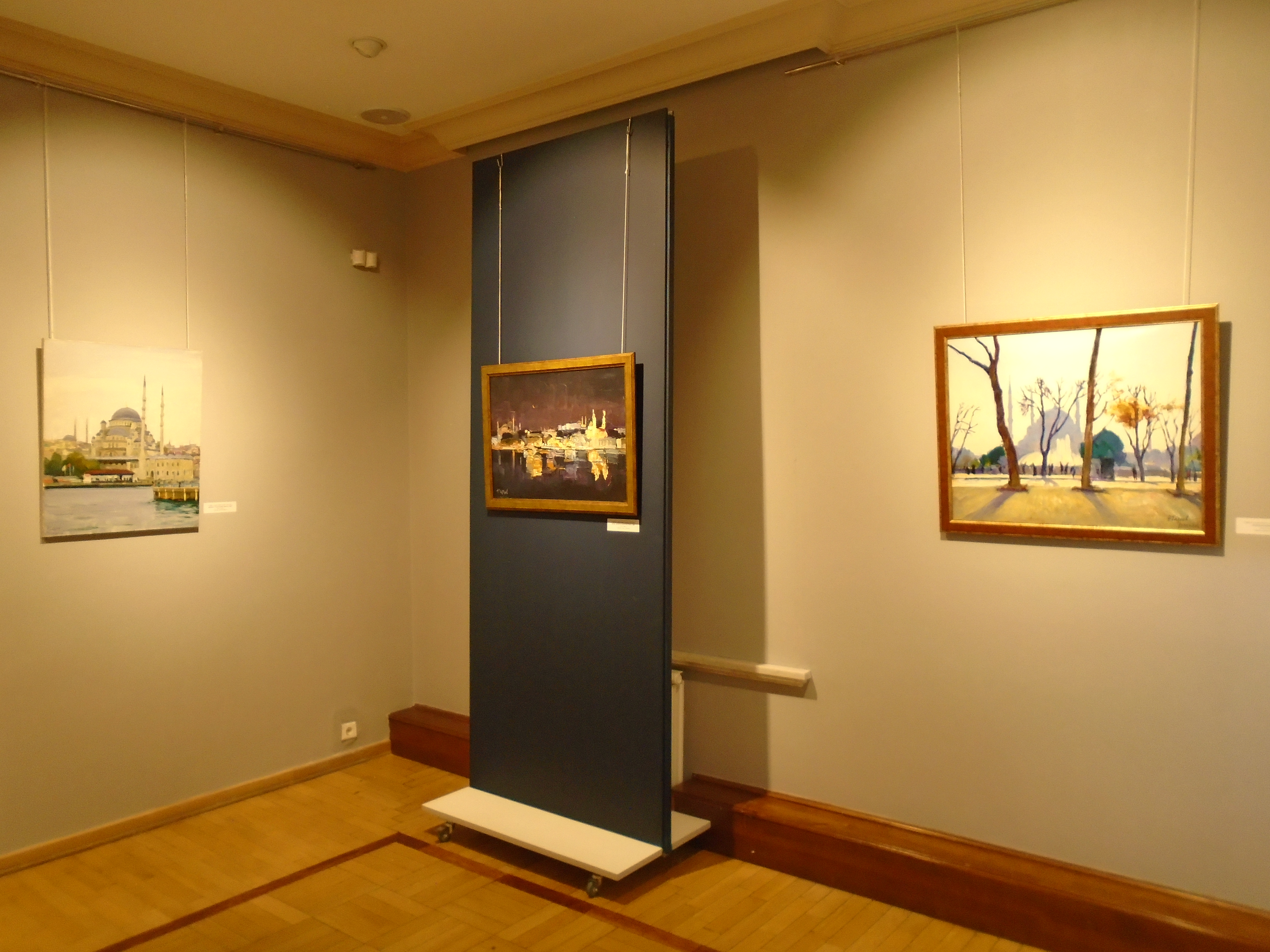
Работы из стамбульского цикла

Также Газеев изображал Свияжск, Чистополь, Камское Устье. Критикой выделяются работы, навеянные тематикой Болгара и его древней культуры, как, например, «Жемчужина Волжской Булгарии», «Дюрбе и „Джами“», «Болгар. Колонна желаний», «Окно в Булгарах» (2003) — они полны мягкого лиризма, тишины, поэтичности простоты жизни, в отличие от более драматичного городского пейзажа. По итогам 20-дневной поездки в Стамбул, который, по словам Газеева, стал «огромной мастерской», в которой художник «чувствовал себя как дома», «с большим удовольствием открывал этюдник и торопился положить свои радостные чувства на холст», он создал целый ряд видов города, его архитектуры, бытовых тем — таковы работы «Стамбул», «Мечеть Султана Ахмеда», «Набережная Золотого Рога», «Бухта Золотой Рог», «У Галатского моста», «Айя-София», «Стамбул в день памяти Ататюрка», «Туманный Стамбул», «Сумерки под Стамбулом», «Софийский собор», «Айя-София, базарчик», «Босфор, солнечный день», «Стамбул, Босфор», «Улица, освещённая солнцем», «Старая улочка», «Голубая мечеть», «Стамбул, мечеть Сулеймание» (2005).

## Награды
- Почётное звание «Народный художник Республики Татарстан» (2009 год) — за большой вклад в развитие изобразительного искусства, многолетний творческий труд[2][80].
- Почётное звание «Заслуженный деятель искусств Республики Татарстан» (2001 год)[1][6].
- Премия имени Баки Урманче в номинации «Живопись» (2007 год) — за серию работ «Осенний Стамбул»[81][82].